# Joop Hiele
Johannes Frederik Hiele – detto Joop – (Rotterdam, 25 dicembre 1958) è un allenatore di calcio ed ex calciatore olandese, di ruolo portiere.

## Carriera
Gioca per gran parte della sua carriera nel Feyenoord, con cui vince l'Eredivisie 1983-1984 e due KNVB beker, l'ultima delle due nella stessa stagione del titolo; a livello europeo il club arriva a giocare la semifinale nella Coppa delle Coppe 1980-1981. Terminata l'esperienza con la squadra di Rotterdam si trasferisce nel 1990 nell'SVV, nel 1992 nel Dordrecht e infine nel 1994 nei Go Ahead Eagles, ritirandosi nel 1995.
Con la nazionale dei Paesi Bassi conta sette presenze, distribuite tra il 1980 e il 1991. Ha partecipato al vittorioso campionato d'Europa 1988 e al campionato del mondo 1990 pur senza mai scendere in campo (il titolare era Hans van Breukelen).
Dopo il ritiro ha ricoperto per diversi anni il ruolo di allenatore dei portieri, assumendo dal 2015 la responsabilità dell'intera squadra.

## Palmarès

### Giocatore

#### Club

##### Competizioni nazionali
- Campionato olandese: 1

Feyenoord: 1983-1984
- Coppa dei Paesi Bassi: 2

Feyenoord: 1979-1980, 1983-1984

#### Nazionale
- Campionato d'Europa: 1

1988